# Lago Peetz
El lago Peetz (en alemán: Peetzsee) es un lago situado al este de la ciudad de Berlín, en el distrito rural de Oder-Spree, en el estado de Brandeburgo (Alemania); tiene una profundidad media de 4.5 metros y máxima de 19 metros.